# Teius suquiensis
Teius suquiensis är en ödleart som beskrevs av  Avila och MARTORI 1991. Teius suquiensis ingår i släktet Teius och familjen tejuödlor. Inga underarter finns listade i Catalogue of Life.